# Taccarum caudatum
Taccarum caudatum là một loài thực vật có hoa trong họ Ráy (Araceae). Loài này được Rusby miêu tả khoa học đầu tiên năm 1927.